# Onthophagus semiflavus
Onthophagus semiflavus es una especie de insecto del género Onthophagus, familia Scarabaeidae, orden Coleoptera.

Fue descrita científicamente por Boheman en 1860.